# Pocillidorsus dorsiangulatus
Pocillidorsus dorsiangulatus är en mångfotingart som beskrevs av Zhang 1993. Pocillidorsus dorsiangulatus ingår i släktet Pocillidorsus och familjen Doratodesmidae. Inga underarter finns listade i Catalogue of Life.